# Jam band
Le jam band sono gruppi musicali le cui esibizioni dal vivo riflettono una specifica cultura che ha avuto origine negli anni sessanta con i Grateful Dead e che è continuata nel tempo con gruppi come Phish, Dave Matthews Band, Gov't Mule, Dopapod, Umphrey's McGee, String Cheese Incident, Sound Tribe Sector 9, Disco Biscuits, Leftover Salmon, Widespread Panic, Counting Crows, Blues Traveler, Spin Doctors, Moe, The Black Crowes e altri. Questa scena musicale è quasi esclusiva degli Stati Uniti, con importanti eccezioni come i britannici Ozric Tentacles.
Le performance di questi gruppi si differenziano dal resto dei normali concerti per una massiccia componente improvvisativa, che estende i normali brani oltre la loro durata. Queste jam session contengono assoli, groove, progressioni di accordi di volta in volta diverse, causando l'esistenza di moltissime versioni dello stesso brano a volte molto diverse fra loro. Una formula ricorrente consiste nell'iniziare con un brano composto, eseguire una sezione improvvisata, e poi ritornare al brano nel finale (simile alla struttura di uno standard jazz), o realizzare una transizione verso un altro brano. Le cover di altri artisti sono molto ricorrenti nel repertorio delle jam band.
Altra caratteristica particolare di questa scena musicale è la variazione continua delle scalette, che porta ogni concerto a essere unico per numero di brani suonati, ordine, e durata degli stessi. Spesso le jam band suonano due diversi set di musica, con concerti che possono superare anche le 3 ore. Spesso vengono realizzate delle "residency", ovvero viene data l'opportunità a una band di suonare più giorni di seguito nello stesso luogo, lungo l'arco ad esempio di un weekend. (il record è correntemente tenuto dai Phish, che hanno tenuto 13 concerti consecutivi al Madison Square Garden di New York).
L'interazione tra fan e artisti è un cardine delle esibizioni delle jam band. Siccome i concerti sono sempre diversi, alcuni fan cercano di seguire il più possibile la loro band preferita, "collezionando" concerti e scambiandosi opinioni sull'esecuzione. Molte band hanno sviluppato ulteriormente questo rapporto, proponendo set di musica speciali (spesso in occasione di festività o ricorrenze particolari), interagendo con il pubblico, e creando particolari riti e usanze (esemplare in questo caso la partita di scacchi svoltasi tra i Phish e i loro fan, in cui venivano fatte tre/quattro mosse a ogni concerto). 
La quasi totalità dei concerti delle jam band principali viene registrata, fornendo ai fan un archivio delle esibizioni passate. Sono comuni anche blog e forum dedicati alle singole band.
La band considerata capostipite di questo movimento, i Grateful Dead, originariamente era classificata come rock psichedelico.
Negli anni 90 il termine "jam band" cominciò ad essere usato per gruppi e generi musicali anche fuori dal rock come funk, Jazz, Fusion e World music. Bluegrass progressivo e rock progressivo sono molto popolari tra gli appassionati di Jam band.

## Storia

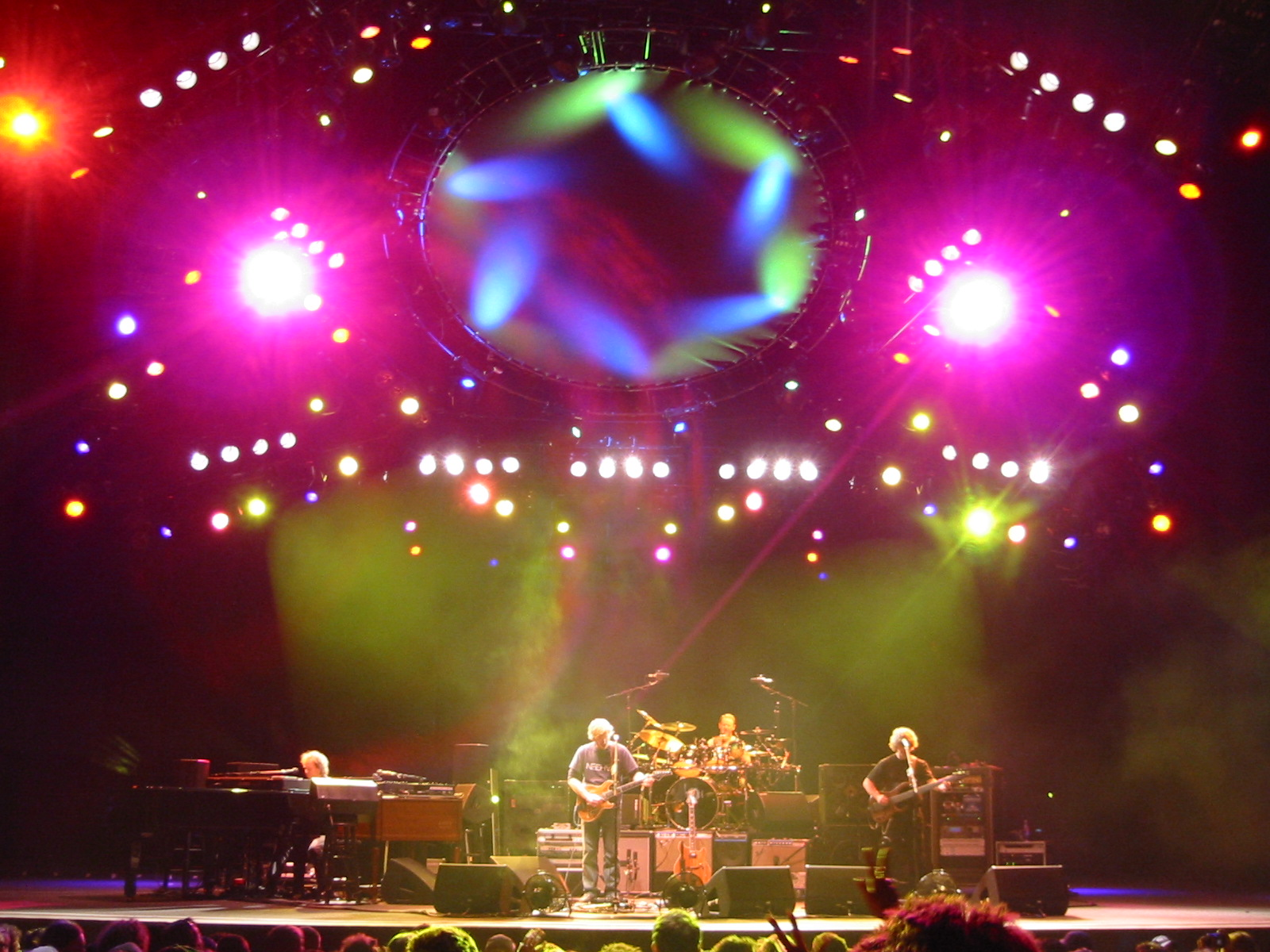
I Phish sono un esempio di "jam band".

Negli anni '60 i Grateful Dead avevano un largo gruppo di fan che li seguiva ad ogni loro concerto, una vera e propria comunità leale al gruppo. Altre band come i Phish cominciarono ad attirare un simile tipo di seguito successivamente. Nel 1990 il Termine "Jam band" fu per la prima volta usato per descrivere la cultura musicale di questi due gruppi.
Precedentemente a Jam band, nel 1990, è stato coniato il termine Bay Rock dal fondatore della rivista Relix magazine, Les Kippel, come riferimento, in realtà, alla tipica scena musicale della San Francisco Bay, che però includeva gran parte dei gruppi di improvvisazione che oggi ricadono sotto il termine Jam band. Nel 1998, Relix ha pubblicato il sito jambands.com. 
Relix magazine è stato poi venduto nel 2000, ed i nuovi proprietari hanno acquistato anche jambands.com, cominciando a promuovere il nome rendendolo un marchio di fabbrica per tutte quelle generazioni di gruppi dalla musicalità tipica dei Grateful Dead, Phish e simili.
Il periodo degli anni 90 vede anche una crescita del numero dei festival dedicati a questo stile di musica live, festival spesso condivisi tra jam band e gruppi complementari musicalmente correlati, ma non necessariamente incentrati sulla improvvisazione. La cultura condivisa dai frequentatori di questi festival e concerti ha radici in comune con quella Hippy.

### Nuovo millennio
La scena jam contemporanea è cresciuta fino a comprendere una grande diversità di generi musicali. A partire dagli anni '90 certe band hanno iniziato a incorporare elementi di musica elettronica, creando un sottogenere denominato Jamtronica, basato sulla mescolanza tra sonorità più tradizionali e ritmiche derivate da Techno, Dubstep e Drum and Bass.
Centinaia di festival dedicati a questo tipo di band si tengono in tutti gli Stati Uniti ogni anno, come Camp Bisco e The Peach in Pennsylvania, Summer Camp in Illinois, e il Mountain Jam nello stato di New York.